# Сазонова Валентина Григорівна
Валентина Григорівна Мозгова, у шлюбі Сазонова — українська модельєрка, лялькарка, громадська та культурна діячка.

## Біографія
Народилась у селі Червоному Сумської області 19 березня 1955 року у сім'ї робітників культури Мозгового Григорія Михайловича та Мозгової Олександри Григорівни та вже з раннього дитинства проявляла творчі здібності.
В 1978 році закінчила Київський Інститут Легкої Промисловості (нині Київський національний університет технології та дизайну) за спеціальністю художник-модельєр. Після закінчення ВНЗу та народження доньок працювала на Київській фабриці іграшок «Перемога», де створила та впровадила у виробництво популярну ляльку «Мальвіна».
По 1992 рік включно співпрацювала із Естонською фірмою Моди та Дизайну «Енелін» та неодноразово брала участь у Міжнародних фестивалях моди у Києві, Таллінні, Москві та інших містах світу.
В 1994 році створила Театр «S» — Моди та дизайну, який брав участь у багатьох фестивалях та культурних подіях національного та міжнародного рівня. Метою створення Театру Валентина вважала бажання передати свою філософію світобачення через театралізовані постановки та колекції одягу із назвами «Вічність», «Краса врятує світ» та інші.
У своїх ідеях та світобаченні не обмежувалась мистецтвом, активно брала участь у суспільному житті. В 1996 році, спільно із своїм чоловіком Антоном Сазоновим, заснувала громадську організацію Асоціація "Мир. Краса. Культура.". В рамках діяльності організації було започатковано низку суспільно важливих проєктів, які мають продовження і по сьогодні. При Асоціації діють різноманітні клуби спілкування, курси, здійснюються соціальні, мистецькі та освітні програми в різних регіонах України.
При Асоціації діє Школа моди та дизайну Валентини Сазонової, в якій значної уваги приділяється естетичному вихованню дітей та підлітків. Серед дисциплін, які викладаються у Школі: Етика, Естетика, Основи образотворчого та декоративно-вжиткового мистецтва, Основи театральної майстерності, Історія костюму.
В 1996 році брала участь у створенні інноваційної кафедри «Ткацтво та Дизайн» в Херсонському Національному Технічному Університеті та викладала на ній протягом двох років, прагнучи створити спеціальність для фахівців широкого профілю, які поєднуватимуть у собі технічні знання та художні здібності. Сприяла визнанню та затвердженню в Українській системі освіти окремої спеціальності «Технологія та дизайн» у 2001 році.
З 1996 по 1999 рік створювала ексклюзивні промислові колекції одягу для різних європейських виробників одягу та аксесуарів.
В 1999 році навчалась в Інституті Моди та Дизайну (м. Нью-Йорк, США) та знайомилась із роботою провідних домів моди Сполучених Штатів Америки.
У 2000 році створила власний дім моди під торговою маркою «Valentyna Sazonova», головним слоганом якого є «Казка для дорослих та дітей». Завжди прагнула через свої колекції одягу, що створювався за мотивами Княжої доби Київської Русі, передати красу та велич української культури, природи та духовного спадку.
З метою розповісти світові про Україну почала створювати авторські текстильні ляльки ручної роботи, які стали популярними не лише в Україні, а й за кордоном. Ляльки «Радості», «Перлинки» та «Веселинки» роз'їхались по приватних колекціях у понад 150 країн.
Дизайнерський дім Валентини Сазонової працює як соціальне підприємство і більша частина коштів від прибутку спрямовується на реалізацію соціальних, мистецьких та освітніх програм Асоціації «Мир. Краса. Культура.» У виготовленні ляльок ручної роботи за ескізами та промисловими зразками Валентини Сазонової, аксесуарів та текстильних виробів беруть участь майстрині з селищ та міст різних областей України.
Валентина Сазонова брала участь у просуванні ідеї соціального підприємництва як ефективної моделі для подолання соціальних та економічних проблем у місцевих громадах, активно популяризувала соціальне підприємництво серед громадських діячів різних країн світу, її справа продовжується її спадкоємцями.
У 2005 році була відзначена за внесок у розвиток руху соціального підприємництва в Україні національним конкурсом «Соціальний підприємець року», що проводився редакцією газети «Дзеркало Тижня» та Фондом Шваба (Швейцарія).
Валентина Сазонова неодноразово представляла свої колекції одягу, аксесуарів та авторських ляльок на фестивалях, виставках в Україні та за кордоном. Представляла країну у рамках програм Днів Культури України в різних європейських країнах.
Померла 23 серпня 2009 року.